# 交響曲第3番 (ハリス)
交響曲第3番は、ロイ・ハリスが作曲した交響曲である。初演は1939年2月24日セルゲイ・クーセヴィツキー指揮ボストン交響楽団により行われた。

## 楽器編成
フルート3（3奏者はピッコロ持ち替え）、オーボエ2、イングリッシュホルン、クラリネット2、バスクラリネット、ファゴット2、ホルン4、トランペット3、トロンボーン3、ホルン4、トランペット2（C調）、トロンボーン3、チューバ2、ティンパニ、小太鼓、シンバル、トライアングル、木琴、ヴィブラフォン、大太鼓、弦五部、

## 演奏時間
約17分。

## 楽曲構成
単一楽章だが5つに分けられる。
- 悲劇的 con moto
チェロが提示する主題で開始される。
- 叙情的 poco piu mosso
ヴァイオリンが第1主題を提示した後、オーボエにより第3主題が奏される。
- 田園的 piu mosso
木管が牧歌的な主題を提示する。
- フーガ - 劇的 Poco piu mosso
- 劇的 - 悲劇的 Con moto
金管による主題が提示された後、ヴァイオリンにより第1部の主題が回帰される。